# Agate Caune
Agate Caune (Valmiera, 7 agosto 2004) è una mezzofondista lettone, campionessa europea under 20 dei 3000 metri piani e dei 5000 metri piani a Gerusalemme 2023.

## Record nazionali
Seniores
- 3000 metri piani: 8'39"78 ( Chorzów, 16 luglio 2023)
- 5 km su strada: 15'23" ( Riga, 7 maggio 2023)

Juniores (under 20)
- 1000 metri piani indoor: 2'46"58 ( Valmiera, 20 gennaio 2023)
- 1500 metri piani indoor: 4'17"01 ( Valmiera, 5 febbraio 2023)
- 2000 metri piani indoor: 5'55"29 ( Valmiera, 21 gennaio 2023)
- 3000 metri piani indoor: 8'56"88 ( Istanbul, 3 marzo 2023)
- 5000 metri piani: 15'00"48 ( Budapest, 23 agosto 2023)
- 10000 metri piani: 31'55"79 ( Valmiera, 31 agosto 2022)

## Progressione

### 3000 metri piani
| Stagione | Misura   | Luogo     | Data      | Rank. Mond. |
| -------- | -------- | --------- | --------- | ----------- |
| 2023     | 8'39"78  | Chorzów   | 16-7-2023 |             |
| 2022     | 9'12"67  | Vilnius   | 17-7-2022 |             |
| 2021     | 9'21"52  | Tallinn   | 17-7-2021 |             |
| 2020     | 10'01"20 | Pärnu     | 2-8-2020  |             |
| 2019     | 10'19"24 | Ventspils | 30-6-2019 |             |
| 2018     | 10'38"89 | Võru      | 3-8-2018  |             |

### 5000 metri piani
| Stagione | Misura   | Luogo    | Data      | Rank. Mond. |
| -------- | -------- | -------- | --------- | ----------- |
| 2023     | 15'00"48 | Budapest | 23-8-2023 |             |
| 2022     | 15'43"56 | Cali     | 6-8-2022  |             |
| 2021     | 16'17"56 | Tallinn  | 18-7-2021 |             |
| 2020     | 17'26"41 | Ogre     | 15-8-2020 |             |

## Palmarès
| Anno | Manifestazione  | Sede        | Evento       | Risultato | Prestazione | Note                                                                                     |
| ---- | --------------- | ----------- | ------------ | --------- | ----------- | ---------------------------------------------------------------------------------------- |
| 2021 | Europei U20     | Tallinn     | 3000 m piani | 8ª        | 9'21"52     |                                                                                          |
| 2021 | Europei U20     | Tallinn     | 5000 m piani | Argento   | 16'17"56    | Miglior prestazione europea stagionale under 18 · Miglior prestazione personale          |
| 2021 | Mondiali U20    | Nairobi     | 3000 m piani | 6ª        | 9'45"26     | [ 1 ]                                                                                    |
| 2022 | Mondiali U20    | Cali        | 3000 m piani | 6ª        | 9'25"92     | [ 2 ]                                                                                    |
| 2022 | Mondiali U20    | Cali        | 5000 m piani | 4ª        | 15'43"56    | [ 3 ]                                                                                    |
| 2023 | Europei indoor  | Istanbul    | 3000 m piani | 11ª       | 8'56"88     | Miglior prestazione europea stagionale under 20 · Miglior prestazione nazionale under 20 |
| 2023 | Giochi europei  | Chorzów     | 5000 m piani | Oro       | 15'15"21    | Miglior prestazione nazionale under 20                                                   |
| 2023 | Europei U20     | Gerusalemme | 3000 m piani | Oro       | 8'53"20     |                                                                                          |
| 2023 | Europei U20     | Gerusalemme | 5000 m piani | Oro       | 15'03"85    | Record dei campionati · Miglior prestazione nazionale under 20                           |
| 2023 | Mondiali        | Budapest    | 5000 m piani | Batteria  | 15'00"48    | [ 4 ]                                                                                    |
| 2024 | Europei         | Roma        | 5000 m piani | 16ª       | 15'28"04    |                                                                                          |
| 2024 | Giochi olimpici | Parigi      | 5000 m piani | Batteria  | 15'38"19    |                                                                                          |
| 2025 | Europei indoor  | Apeldoorn   | 3000 m piani | Batteria  | 9'22"00     |                                                                                          |

## Campionati nazionali
- 2 volte campionessa nazionale lettone dei 5000 metri piani (2021, 2022)
- 2 volte campionessa nazionale lettone dei 3000 metri piani indoor (2022, 2023)
- 1 volta campionessa nazionale lettone dei 10000 metri piani (2022)
- 1 volta campionessa nazionale lettone dei 1500 metri piani (2023)

2020
- Argento ai campionati lettoni indoor (Valmiera), 1500 metri piani - 4'50"35
- Argento ai campionati lettoni (Valmiera), 5000 metri piani - 18'11"83

2021
- Oro ai campionati lettoni (Valmiera), 5000 metri piani - 16'45"96

2022
- Argento ai campionati lettoni indoor (Valmiera), 1500 metri piani - 4'24"53
- Oro ai campionati lettoni indoor (Valmiera), 3000 metri piani - 9'27"34
- Oro ai campionati lettoni (Valmiera), 5000 metri piani - 16'24"37
- Oro ai campionati lettoni (Valmiera), 10000 metri piani - 31'55"79

2023
- Oro ai campionati lettoni indoor (Valmiera), 3000 metri piani - 8'59"28
- Oro ai campionati lettoni (Valmiera), 1500 metri piani - 4'14"79

## Altre competizioni internazionali
2022
- 4ª ai Campionati europei a squadre - Second League, ( Stara Zagora), 3000 m piani - 9'38"23

2023
- Oro ai Campionati europei a squadre - Seconda divisione, ( Chorzów), 5000 m piani - 15'15"21[5]
- 7ª al Kamila Skolimowska Memorial ( Chorzów), 5000 m piani - 8'39"78